# 毕洛错
毕洛错是中華人民共和國西藏自治区羌塘盆地西側的一座鹽湖，地處那曲市双湖县多玛乡西北部，距西北方的鄂雅错約11公里。湖面海拔4820公尺，1990年代測得面積約24.9平方公里，此後有持續擴張的趨勢。湖水由四周泉水形成的地表逕流供給，呈弱鹼性，富含硫酸根离子、鉀離子與鎂離子，同時擁有較豐富的鋰與硼。
在距今4萬至2.8萬年前的晚更新世，毕洛错與鄂雅错為一座相連的大湖，後來才分裂為兩座獨立的鹽湖。